# A szökés szereplőinek listája
Ez a lista A szökés c. amerikai tévésorozat szereplőit sorolja fel.

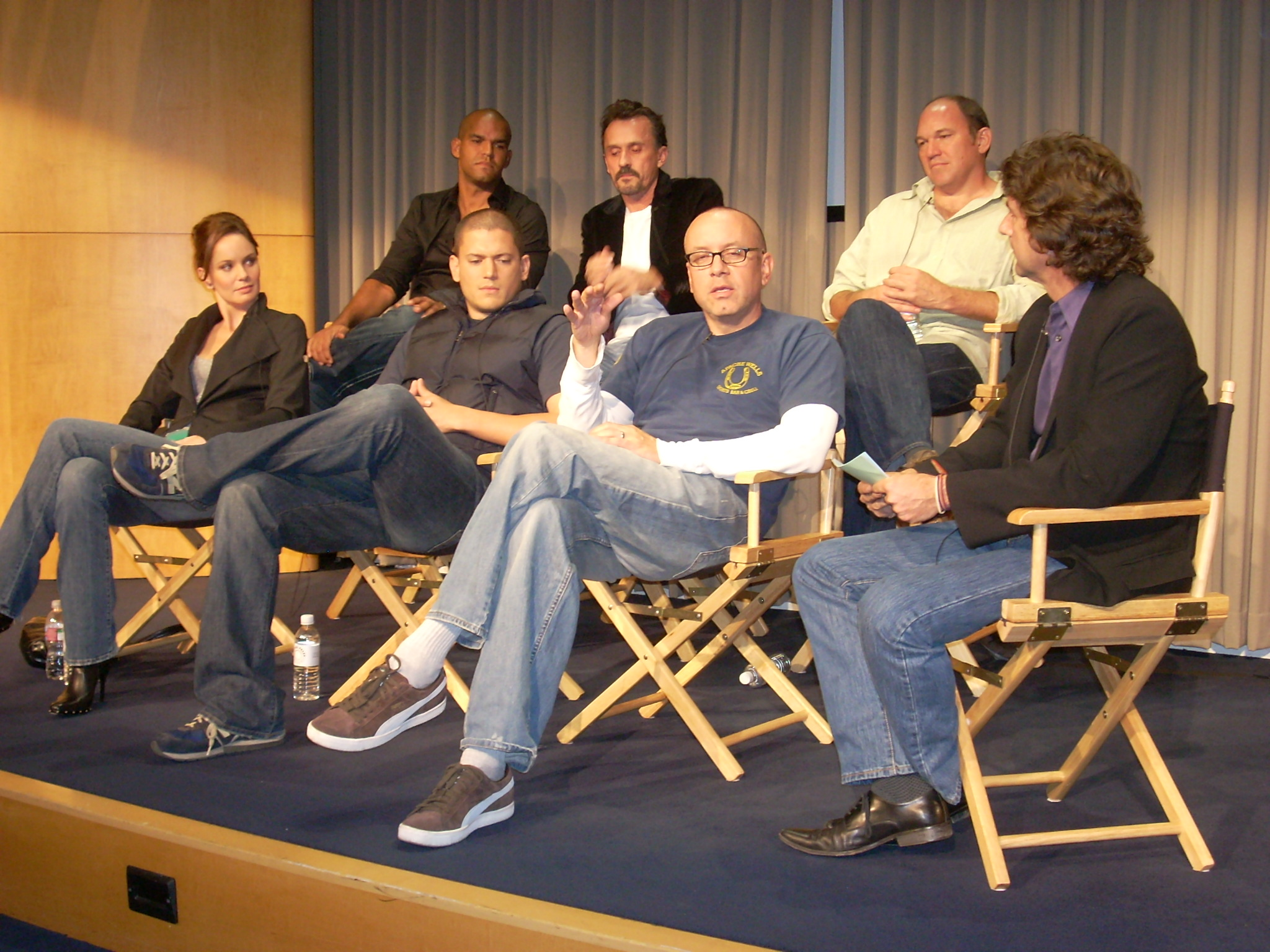
A sorozat néhány szereplője.
hátsó sor: Amaury Nolasco, Robert Knepper, Wade Williams,
első sor: Sarah Wayne Callies, Wentworth Miller,
és Matt Olmstead executive producer
(jobbról a sajtó képviselője)
(Paley Center for Media, Beverly Hills, Kalifornia)

## A, Á
| Név                     | Színész        | Magyar hang   | Leírás                                                                                                |
| ----------------------- | -------------- | ------------- | --- |
| Abruzzi, John           | Peter Stormare | Jakab Csaba   | Rab, maffiavezér, ő szerzi a csapatnak a repülőt                                                      |
| Apolskis, David Tweener | Lane Garrison  | Hamvas Dániel | 18 éves fiú, lopásért ítélték el                                                                      |
| Apuci                   | Lori Petty     | Haumann Petra | |
| Augusto                 | F.J. Rio       | Stern Dániel  | Lechero unokatestvére, a börtönön kívülről segíti őt. Sucréval több dolgot is becsempésztet a Sonába. |
| Avila, Hector           | Kurt Caceres   | Láng Balázs   | Sucre unokatestvére, ő is Maricruzba szerelmes, ezért Sucre riválisa                                  |

## B
| Név                               | Színész               | Magyar hang                                           | Leírás |
| --------------------------------- | --------------------- | ----------------------------------------------------- | --- |
| Balfour, Sebastian                | Anthony Starke        | Viczián Ottó                                          | Veronica Donovan vőlegénye, de később Veronica a Lincoln-nal kapcsolatos ügye miatt lemondja az esküvőjüket. Ezek után Quinn ügynök rátalál, és megöli. |
| Balz-Johnson, Avocado             | Daniel Allar          | Borbiczki Ferenc                                      | Avocado mellé teszi be Tweenert Bellick, mikor nem tud neki mondani semmit sem Michael terveiről. Avocado többször is szexuális kapcsolatra készteti Davidet, aki miután már nem bírja tovább, megvágja Avocado nemi szervét egy pengével. A második évadban akkor látjuk, amikor Bellick szintén Avocado mellé kerül a Fox Riverbe. |
| Baker, David                      | Keith Szarabajka      | Vass Gábor                                            | A Scylla védelmi rendszerének alkotója |
| Banks                             | Mighty Rasta          | Both András                                           | Rab a Fox Riverben, a börtönben levő feketék egyik bandájának a vezére. Mikor Bellick a Fox Riverbe kerül, társaival megfenyegeti a volt parancsnokot. |
| Barris, Leticia                   | Adina Porter          | Peller Anna                                           | Veronica Donovannak segített Lincoln ártatlansága miatt, de még mielőtt beszélni tudna Kellerman megöli. |
| Theodore Bagwell "T-Bag (Zsebes)" | Robert Knepper        | Bardóczy Attila                                       | Rab a Fox Riverben, majd szökött fegyenc. Később pedig szintén rab a Sonában. |
| Becker, Ralph                     | Raphael Sbarge        | Epres Attila                                          | |
| Becky                             | Jennifer Joan Taylor  | Ősi Ildikó                                            | Henry Pope titkárnője. |
| behaviorista                      | Darryl Cox            | Bognár Zsolt                                          | |
| Belle, Debra Jean                 | Kristin Malko         |                                                       | Egy tanuló lány, aki Utah államba megy Tweenerrel, majd később beleszeret. Mikor megtudja, hogy ki is a fiú valójában, nem adja ki a rendőröknek, hanem megmondja neki, hogy menjen el a kocsijával. |
| Bellick, Brad                     | Wade Williams         | Berzsenyi Zoltán                                      | A börtönőrök parancsnoka, később rab a Fox Riverben, majd a Sonában is. |
| Bennett, Bruce                    | Wilbur Fitzgerald     | Varga T. József                                       | Frank Tancredi kormányzó egyik kollégája, segítője. |
| Blondie ügynök                    | Steven Chester Prince | Posta Victor                                          | A Cég egyik embere, ő öli meg Veronica Donovant, majd végezni próbál Sara Tancredivel is. Mikor elintézi, hogy Cameron Mahone-t elüssék egy autóval, Alexander Mahone megöli. |
| Brinker, Samantha                 | Michelle Forbes       | Bertalan Ági                                          | A Cég egyik alkalmazottja, az első évadban játszott. |
| Burrows, Aldo                     | Anthony Denison       | Juhász György                                         | Lincoln Burrows és Michael Scofield apja, a Cég egykori dolgozója. |
| Lincoln Burrows                   | Dominic Purcell       | Selmeczi Roland (1-2. évad) László Zsolt (3. évad - ) | Rab, Michael bátyja, őt szeretné Michael kimenteni a börtönből. Később szökött fegyenc, majd pedig szabad ember. |
| Lincoln Jr. Burrows (L. J.)       | Marshall Allman       | Czető Roland                                          | Lincoln Burrows fia. |

## C
| Név            | Színész            | Magyar hang       | Leírás |
| -------------- | ------------------ | ----------------- | --- |
| Carlos         | Luis Olmeda        | Maday Gábor       | |
| Chaco          | Jonathan Hernandez | Baráth István     | Panamai tinédzser, Michaelnek akart kábítószert eladni. |
| Cheo           | Curtis Wayne       |                   | Lechero egyik embere, akit később Lechero árulónak hisz, így megöli. |
| Cordero, Petey | Maurice Ripke      | Seder Gábor       | Sucre unokatestvére és barátja, az ő motorját viszi el Sucre, amikor Maricruz nyomába ered. |
| Coyote         | José Zúniga        | Karácsonyi Zoltán | Michael az ő segítségével akar kijutni az országból, csakhogy rájön, hogy nem orvosi nitroglicerint vitt neki, hanem cukros vizet, ezért meg akarja ölni Michaelt, de megjelenik Sucre és elmondják nekik, hogy hol is fog pontosan a gép leszállni, amivel elmenekülhetnek Mexikóba. |
| Cristobal      | Reynaldo Gallegos  | Dányi Krisztián   | A nyolcadik epizódban csatlakozik Lechero embereihez Sammy jóvoltából, akinek később segít is átvenni a hatalmat a Sonában. Lechero öli meg. |

## CS
| Név    | Színész      | Magyar hang | Leírás |
| ------ | ------------ | ----------- | ------ |
| Csöves | Wayne Dehart | Varga Tamás |        |

## D
| Név                     | Színész        | Magyar hang     | Leírás                                                                                          |
| ----------------------- | -------------- | --------------- | ----------------------------------------------------------------------------------------------- |
| Dallow szenátor, Conrad | David Clennon  | Versényi László |                                                                                                 |
| Delgado, Maricruz       | Camille Guaty  | Pap Kati        | Sucre barátnője                                                                                 |
| Delgado, Theresa        | Rachel Loera   | Csampisz Ildikó | Maricruz Delgado testvére                                                                       |
| Denise                  | Sylva Kelegian |                 | Egy postai dolgozó, aki megadta Zsebesnek Susan Hollander új címét, majd ezután Zsebes megölte. |
| Donovan, Veronica       | Robin Tunney   | Ruttkay Laura   | Michael és Lincoln ügyvédje, Lincoln egykori barátnője                                          |
| Downey                  | Ted King       | Kárpáti Levente |                                                                                                 |
| Dr. Silas               | Vince Davis    | Bácskai János   |                                                                                                 |

## E
| Név                  | Színész         | Magyar hang     | Leírás                                                           |
| -------------------- | --------------- | --------------- | ---------------------------------------------------------------- |
| Edison, Nathaniel    | John Sanderford | Szokolay Ottó   |                                                                  |
| Escamilla parancsnok | Carlos Compean  | Papucsek Vilmos | A Sona őreinek parancsnoka. Őt váltja Zavala tábornok a Sonában. |

## F
| Név                                       | Színész                 | Magyar hang     | Leírás                                                                                         |
| ----------------------------------------- | ----------------------- | --------------- | ---------------------------------------------------------------------------------------------- |
| Falzone, Philly                           | Al Sapienza             | Sztarenki Pál   | Abruzzi egyik embere a maffiából az első évad folyamán, akit később Michael-lel tőrbe csalnak. |
| Ferguson                                  | Graham McTavish         | Fazekas István  |                                                                                                |
| Fibonacci, Otto                           | Roderick Peeples        | Wohlmuth István | Abruzzi elleni tanú, az ő tanúskodása miatt került Abruzzi börtönbe.                           |
| Fiorello, Gus                             | Peter J. Reineman       |                 | Abruzzi embere a Fox Riverben, aki később a helyébe akar lépni.                                |
| Franco, Chris                             | William Mapother        | Lux Ádám        |                                                                                                |
| Franklin, Benjamin Miles "C-Note" (Golyó) | Rockmond Dunbar         | Kapácsy Miklós  | Rab, az amerikai hadsereg volt őrmestere, majd szökött fegyenc.                                |
| Franklin, Dede                            | Helena Klevorn          |                 | C-Note lánya.                                                                                  |
| Franklin, Kacee                           | Cynthia Kaye McWilliams | Mezei Kitty     | C-Note felesége.                                                                               |

## G
| Név                     | Színész             | Magyar hang      | Leírás                                                                               |
| ----------------------- | ------------------- | ---------------- | ------------------------------------------------------------------------------------ |
| Gallego, Alfonso        | Gustavo Mellado     | Szinovál Gyula   | McGrady apja. A rabok szökése után segít nekik elmenekülni az őrök elől.             |
| Gallego, Luis "McGrady" | Carlo Alban         | Halasi Dániel    | Fiatal rab a Sonában, 17 éves, ő is megszökik Michael-ékkel.                         |
| Geary, Roy              | Matt DeCaro         | Balázsi Gyula    | Börtönőr a Fox Riverben, később Bellick társa.                                       |
| gengszter               | Richard Zavaglia    | Varga Tamás      |                                                                                      |
| Giles, Tim              | Keith Diamond       | Maday Gábor      |                                                                                      |
| Glenn, Roland           | James Hiroyuki Liao | Minárovits Péter | Hacker                                                                               |
| Georgie                 | Tara Karsian        | Némedi Mari      |                                                                                      |
| Green, Cooper           | Kevin Dunn          | Forgács Gábor    | Michael és Lincoln apjának egy jó barátja, akivel együtt dolgoznak a felvétel ügyén. |
| Green, Rizzo            | Mark Morettini      |                  | Börtönőr a Fox Riverben.                                                             |
| Gregg, Marty            | Mark Harelik        |                  | Sara Tancredi ügyvédje.                                                              |
| Gudat, Dr. Marvin       | Ranjit Chowdhry     | Galbenisz Tomasz |                                                                                      |

## H
| Név                     | Színész         | Magyar hang     | Leírás |
| ----------------------- | --------------- | --------------- | --- |
| Hale, Allison           | Jennifer Kern   | Ullmann Zsuzsa  | Daniel Hale felesége. |
| Hale, Daniel            | Danny McCarthy  | Németh Gábor    | Paul Kellerman társa, akit, miután megpróbál mindent kiadni Veronica Donovan-nak az összeesküvésről, Kellerman agyonlövi.                                                           |
| Hoffner, Seth "Cherry"  | Blaine Hogan    | Molnár Levente  | Egy fiatal rab a Fox Riverben, aki, miután T-Bag elkezdi inzultálni, felakasztja magát.                                                                                             |
| Hollander, Susan        | K.K. Dodds      |                 | T-Bag szerelme, aki miatt a Fox Riverbe került. A második évadban újból felkeresi őt Bagwell.                                                                                       |
| Huan, Feng              | Ron Yuan        | Háda János      | Egy kínai üzletember, akinek Gretchen és Zsebes el akarta adni a Scyllát. Túszul ejti Selfet a társával együtt, ám a két ügynök ki tud szabadulni és megölik Fenget és az embereit. |
| Hudson, Robert          | Michael Cudlitz | Varga Gábor     | Új börtönőr a Fox Riverben, akit a börtönlázadás során T-Bag megölt. |
| Miriam Hultz/Thrishanne | Shannon Lucio   | Sánta Annamária | A Gate irodájának recepciósnője. Később kiderül, hogy Self ügynök társa. |
| Hurtado százados        | Alex Fernandez  | Szatmári Attila | A Sona egyik őrtornyában őr. Őt altatják el Michaelék az első szökési kísérletnél.                                                                                                  |
| Hutchinson százados     | Michael McGrady | Balázsi Gyula   | |

## I, Í
| Név  | Színész       | Magyar hang   | Leírás                                                                  |
| ---- | ------------- | ------------- | ----------------------------------------------------------------------- |
| Ives | Marc Macaulay | Koroknay Géza | FBI-ügynök, Mahone társa a második évad elején. Nem tudni mi lesz vele. |

## K
| Név                       | Színész        | Magyar hang                                                            | Leírás                                                                                          |
| ------------------------- | -------------- | ---------------------------------------------------------------------- | ----------------------------------------------------------------------------------------------- |
| kalauz                    | Jamie Renell   | Varga Gábor                                                            |                                                                                                 |
| Kellerman, Kristine       | Tina Holmes    | Törtei Tünde                                                           | Kellerman húga.                                                                                 |
| Kellerman, Paul           | Paul Adelstein | Forgács Péter                                                          | A Cég egyik titkosügynöke, aki, miután nem tudja megölni Sara Tancredi-t, Michael-ék mellé áll. |
| Kessler, Randall bíró     | Joel Hatch     | Áron László                                                            |                                                                                                 |
| Kim, Bill                 | Reggie Lee     | Rajkai Zoltán                                                          | Kellerman felettese a második évadban.                                                          |
| Krantz tábornok, Jonathan | Leon Russom    | Bolla Róbert (2. évad), Áron László (3. évad), Szersén Gyula (4. évad) | A Cég főnöke.                                                                                   |

## L
| Név                     | Színész            | Magyar hang         | Leírás                                                   |
| ----------------------- | ------------------ | ------------------- | -------------------------------------------------------- |
| Lang, Felicia           | Barbara Eve Harris | Németh Kriszta      | FBI-ügynök, Mahone társa.                                |
| Lechero/Norman St. John | Robert Wisdom      | Barabás Kiss Zoltán | A Sona fegyház fekete bőrü drogbárója és főnöke.         |
| Lugo, Sofia             | Danay Garcia       | Kovács Patrícia     | James Whistler barátnője, majd Lincolnt kezdi érdekelni. |

## M
| Név               | Színész               | Magyar hang        | Leírás                                                                               |
| ----------------- | --------------------- | ------------------ | ------------------------------------------------------------------------------------ |
| Maggio            | Rich Komenich         | Kardos Gábor       |                                                                                      |
| McMorrow püspök   | Chelcie Ross          | Orosz István       |                                                                                      |
| Mahone, Alexander | William Fichtner      | Laklóth Aladár     | FBI-ügynök, a szökött rabok keresését vezeti.                                        |
| Mahone, Cameron   | Zachary Friedman      |                    | Alexander Mahone fia.                                                                |
| Mahone, Pamela    | Callie Thorne         | Agócs Judit        | Alexander Mahone volt felesége.                                                      |
| Mestas tábornok   | Julio Cedillo         | Damu Roland        | Zavala halála után ő lesz a Sona új tábornoka.                                       |
| Miller ügynök     | Conor O'Farrell       | Szokolay Ottó      |                                                                                      |
| Mills, Richard    | Daniel J. Travanti    | Szokolay Ottó      | Az Egyesült Államok elnöke, akit Caroline Reynolds emberei megmérgeznek.             |
| Morgan, Gretchen  | Jodi Lyn O'Keefe      | Hámori Eszter      | A Cég egyik ügynöke a harmadik évadban.                                              |
| Morgan, Rita      | Heather McComb        | Kisfalvi Krisztina |                                                                                      |
| Murray, Sasha     | Kaley Christine Cuoco |                    | Az ő apját öli meg Haywire, miután meglátja, hogy a lány keze tele van zúzódásokkal. |

## O, Ó
| Név             | Színész          | Magyar hang   | Leírás                                                                     |
| --------------- | ---------------- | ------------- | -------------------------------------------------------------------------- |
| Okella, Solomon | Tony Armatrading | Faragó András |                                                                            |
| Owens, Ann      | Alexandra Lydon  | Mics Ildikó   | rendőr, Jeanette Owens lánya                                               |
| Owens, Jeanette | Diana Scarwid    | Andresz Kati  | Annak a háznak a tulajdonosa, amelyik alatt Westmoreland pénze van elásva. |

## P
| Név                                   | Színész                 | Magyar hang    | Leírás                                                        |
| ------------------------------------- | ----------------------- | -------------- | ------------------------------------------------------------- |
| Patoshik, Charles "Haywire" (Zakkant) | Silas Weir Mitchell     | Rába Roland    | Egy ideig Michael elmebeteg cellatársa, majd szökött fegyenc. |
| Patterson, Louis                      | Phillip Edward Van Lear | Juhász Zoltán  | Az egyik börtönőr a Fox Riverben.                             |
| Pavelka, Ed                           | Brandon Smith           | Kajtár Róbert  | A Fox River igazgatója Pope felmondása után.                  |
| Phillips, Jane                        | Kristin Lehman          | Dudás Eszter   | Michael apjának egyik segítője.                               |
| Pope, Henry                           | Stacy Keach             | Barbinek Péter | Börtönigazgató a Fox Riverben                                 |
| Pope, Judy                            | Deanna Dunagan          | Halász Aranka  |                                                               |

## Q
| Név   | Színész        | Magyar hang       | Leírás                                                                    |
| ----- | -------------- | ----------------- | ------------------------------------------------------------------------- |
| Quinn | Michael Gaston | Haás Vander Péter | A Cég dolgozója, Nick Savrinnt hátbalőtte, majd egy kútban lelte halálát. |

## R
| Név                | Színész         | Magyar hang        | Leírás                                                                      |
| ------------------ | --------------- | ------------------ | --------------------------------------------------------------------------- |
| Raul               | Ramón Franco    | Tóth Tamás         |                                                                             |
| Reynolds, Caroline | Patricia Wettig | Menszátor Magdolna | Az Amerikai Egyesült Államok 46. elnöke.                                    |
| Rix, Lisa          | Jessalyn Gilsig | Balogh Anikó       | Lincoln Burrows egykori felesége, L. J. Burrows anyja, Adrian Rix felesége. |

## S
| Név                      | Színész                     | Magyar hang          | Leírás |
| ------------------------ | --------------------------- | -------------------- | --- |
| Sanchez, Manche          | Joseph Nunez                | Elek Ferenc          | Sucre unokatestvére, aki szintén bekerül a szökésbe. |
| Sammy                    | Laurence Mason              | Schmied Zoltán       | Lechero jobbkeze a Sonában, majd az ellensége. |
| Sandinsky, Vincent       | Ivar Brogger                | Harsányi Gábor       | |
| Savrinn, Nick            | Frank Grillo                | Holl Nándor          | Veronica Donovan segítője a Lincoln Burrows-ügyben. Nickről kiderül, hogy John Abruzzi bandájának dolgozik. Mikor utasítást kap, hogy hurcolja Veronicát egy bizonyos helyre, megtagadja a parancsot, így az apjával együtt megölik. |
| Scofield, Christina Rose | Kathleen Quinlan            | Vándor Éva           | |
| Scofield, Michael        | Wentworth Miller            | Hevér Gábor          | Látszólag bankrablást követ el, hogy bátyját kiszabadíthassa. |
| Scott                    | Titus Welliver              | Kovács István        | |
| Scuderi, Howard          | Jude Ciccolella             | Orosz István         | |
| Self, Donald             | Michael Rapaport            | Viczián Ottó         | Egy Nemzetbiztonsági ügynök, aki megbízza Michael-t és Lincoln-t, hogy működjenek közre a Cég ellenében. |
| Simmons, Crab            | Tab Baker                   |                      | Tőle kap Lincoln pénzt, amit nem tud visszafizetni. |
| Sklar                    | Andrew Rothenberg           |                      | A Fox River Elmegyógyintézetének portása. |
| Slattery, Kathryn        | Romy Rosemont               | Simon Mari           | Rendőr, aki letartóztatja Bellick-et a második évadban, mielőtt a Fox Riverbe kerülne. |
| Soco százados            | Marco Rodríguez             | Kárpáti Levente      | |
| Steadman, Terrence       | Jeff Perry/John Billingsley | Harmath Imre         | Az alelnöknő testvére, akit állítólag Lincoln megölt |
| Stammel, Dr. Erik        | Taylor Nichols              | Tóth Tamás           | Pszichológus, akit Zsebes megölt, és az ő neve alatt utazott a repülőn Panamába. |
| Stanton, Herb            | Michael O'Neill             | Forgács Gábor        | |
| Stolte, Keith            | Christian Stolte            |                      | Börtönőr a Fox Riverben. |
| Sucre, Fernando          | Amaury Nolasco              | Csík Csaba Krisztián | Michael, Puerto Ricóból származó cellatársa, majd szökött fegyenc. |
| Sullins, Richard         | Kim Coates                  | Oberfrank Pál        | Az FBI belső ügyosztályának vezetője, aki felkérte C-Note-ot, hogy tanúskodjon Mahone ellen, cserébe pedig új életet kezdhet a családjával.                                                                                          |
| Sweeney, Derek           | Karl Makinen                | Tóth Roland          | Lincoln Burrows barátja, aki segít neki megszerezni 3 jegyet egy hajóra Panamába. |

## T
| Név                 | Színész             | Magyar hang   | Leírás |
| ------------------- | ------------------- | ------------- | --- |
| Tabak, Lisa         | Stacy Haiduk        | Mics Ildikó   | A második kártyahordozó, Michaelék egy rendezvényen szerzik meg az ő kártyájának tartalmát. Az évad tizenkettedik epizódjában kiderül, hogy Lisa a tábornok lánya. |
| Tancredi, Frank     | John Heard          | Rosta Sándor  | Özvegy kormányzó, Sara apja. Először akkor tűnik fel, amikor kitör egy lázadás a Fox Riverben, így ő odautazik, hogy találkozzon Sarával. Később Sara megkéri, hogy olvassa át Lincoln ügyét és halassza el annak kivégzését. Frank ezt nem teszi meg az alelnökasszony befolyására. Miután rájön, hogy Sara új barátja valójában egy titkos ügynök (Paul Kellerman), a Cég emberei megöletik a kormányzót, öngyilkosságnak álcázva halálát. |
| Tancredi, Sara      | Sarah Wayne Callies | Major Melinda | Doktornő a Fox Riverben. |
| Trenchcoat          | Scott Jaeck         | Papp János    | |
| Trey                | Andra Fuller        |               | C-Note unokaöccse, aki segített neki, hogy újra együtt lehessen a családjával. |
| Trokey, Christopher | Michael Vieau       | Vári Attila   | T-Bag cellatársa volt a Fox Riverben. |
| Trumpets            | Anthony Fleming     | Stern Dániel  | Rab a Fox Riverben, előbb C-Note barátja, majd ellensége. |
| Tucci, Peter        | Tracy Letts         | Bognár Zsolt  | |
| Turk                | John Turk           |               | Rab a Fox Riverben, meg akarta ölni Lincoln Burrows-t, sikertelenül. |
| Tuxhorn, Stuart     | Steve Tom           | Kajtár Róbert | Az első kártyahordozó, az ő házából szerzik meg Michaelék az első kártya tartalmát. |
| Tyge, Andrew        | Dominic Keating     | Schnell Ádám  | A Sona egyik rabja, aki miután megérkezik felismeri Whistlert. Hogy ne okozzon komolyabb problémát, Mahone megöli. |

## V
| Név         | Színész       | Magyar hang   | Leírás |
| ----------- | ------------- | ------------- | --- |
| Volek, Nika | Holly Valance | Solecki Janka | Michael cseh származású felesége, akivel a börtönbe kerülés előtti napon házasodott össze. Michael segített neki megszerezni az Amerikában való letelepedési jogot. Az 1. évad 10. részében egy bankkártyát visz be Michaelnak a börtönbe, ami a szökéshez kell. Később Michael új feladatot bíz rá, amit Nika el is végez: ellopja Sarától a börtön gyengélkedőjének a kulcsát. A 2. évadban, amikor Linc megsérül, Michael ismét Nika segítségét kéri. |

## W
| Név                    | Színész              | Magyar hang      | Leírás |
| ---------------------- | -------------------- | ---------------- | --- |
| Welch, Katie           | DuShon Brown         | Rátonyi Hajni    | Ápolónő a Fox Riverben.                                                                                         |
| Westmoreland, Charles  | Muse Watson          | Uri István       | A legidősebb rab a Fox Riverben, aki Utah-ban ásta el az ellopott milliókat.                                    |
| Wheatley, Todd         | Chris Bruno          | Kautzky Armand   | |
| Wheeler                | Jason Davis          | Czvetkó Sándor   | FBI-ügynök, Mahone társa, aki gyanakodni kezd rá, később pedig a belső ügyosztály segítségével nyomoz is utána. |
| Whistler, James        | Chris Vance          | Varga Gábor      | Rab a Sonában, őt kell megszöktetnie Michael-nek. Később kiderül, hogy a Cégnek van rá szüksége.                |
| White, Gregory         | Michael Bryan French | Cs. Németh Lajos | Adminisztrátor a Gate cégnél.                                                                                   |
| Woodling, Kyle "Woody" | J.D. Evermore        | Szinovál Gyula   | Tooele-ben egy bolti eladó, aki felismeri Tweenert.                                                             |
| Wright, Wilson         | Reno Wilson          | Király Attila    | |
| Wyatt                  | Cress Williams       | Schneider Zoltán | |

## Z
| Név             | Színész        | Magyar hang   | Leírás |
| --------------- | -------------- | ------------- | --- |
| Zavala tábornok | Castulo Guerra | Forgács Gábor | Panamai tábornok, aki a helikopterekkel való szöktetési kísérlet után kivallatja Michaelt és Whistlert. Segíteni próbál LJ kiszabadításában, de mikor odaér, Gretchen kiszabadul és lelövi. |